# Veine métatarsienne dorsale
Les veines métatarsiennes dorsales (ou veines interosseuses dorsales du pied) sont des veines du membre inférieur situées sur la partie dorsale du pied. Elles sont satellites des artères métatarsiennes dorsales.

## Origine
Les veines métatarsiennes dorsales naissent des veines digitales dorsales du pied.

## Trajet
Les veines métatarsiennes dorsales cheminent au dessus des métatarsiens et se jettent dans l'arcade veineuse dorsale du pied..